# Commutador de dos operadors
Es defineix com commutador de dos operadors lineals {\displaystyle {\hat {A}}} i {\displaystyle {\hat {B}}}, definits sobre un mateix domini dens de cert espai de Hilbert, com un nou operador definit per la diferència del producte d'operadors:

{\displaystyle [{\hat {A}},{\hat {B}}]={\hat {A}}{\hat {B}}-{\hat {B}}{\hat {A}}}

Aquesta definició és anàloga a la noció general de commutador de dos elements d'una àlgebra, però cal parar atenció que en aquest cas es tracta d'operadors que potser no estan definits arreu.

## Propietats
- Quan els operadors actuen sobre un espai de dimensió finita llavors la traça del commutador de dos operadors és un operador amb traça nul·la.
- Si el commutador de dos operadors autoadjunts és nul llavors hi ha una base de Hilbert formada per vectors propis d'ambdós operadors. Aquesta propietat és de fonamental importància en mecànica quàntica a l'hora de construir un conjunt complet d'observables compatibles.